# Château de Fleyriat
Le château de Fleyriat est un château qui se dresse sur la commune de Viriat dans le département de l'Ain en région Auvergne-Rhône-Alpes. Il fait l'objet d'une inscription aux monuments historiques depuis le 22 octobre 2013. Sa construction par l'architecte Édouard Corroyer date de 1867.
Le site est accessible au public lors des visites guidées organisées de juillet à octobre, le jeudi/vendredi et samedi, ainsi que pendant les journées du patrimoine.